# Lijst van departementen en arrondissementen in Bretagne
De Franse regio Bretagne heeft de volgende departementen en arrondissementen:

## Côtes-d'Armor
- Dinan
- Guingamp
- Lannion
- Saint-Brieuc

Zie ook lijsten van de kantons en de gemeentes.

## Finistère
- Brest
- Châteaulin
- Morlaix
- Quimper

Zie ook lijsten van de kantons en de gemeentes.

## Ille-et-Vilaine
- Fougères-Vitré
- Redon
- Rennes
- Saint-Malo

Zie ook lijsten van de kantons en de gemeentes.

## Morbihan
- Lorient
- Pontivy
- Vannes

Zie ook lijsten van de kantons en de gemeentes.